# الرسوم الجمركية في إدارة ترامب الأولى
رسوم ترمب الجمركيّة هي سلسلة من الرسوم الجمركية التي فرضتها الولايات المتحدة الأمريكية خلال فترة رئاسة دونالد ترمب ضمن خطته الاقتصادية «أمريكا أولًا» وذلك لتخفيض العجز في الميزان التجاري عبر تحويل السياسة التجارية الأمريكية من اتفاقيات التجارة الحرّة متعددة الأطراف إلى صفقات تجارية ثنائية. في يناير 2018، فرض ترمب رسومًا جمركيّة على اللوحات الضوئية الجهدية والغسالات تراوحت من 30 إلى 50%. في مارس 2018، فرض رسومًا جمركية على واردات الصُلب (25%) والألومنيوم (10%) من جميع الدول تقريبًا، وهو ما شمل نسبة تقدّر بـ4.1% من واردات الولايات المتحدة الأمريكية، وفقًا لمورغان ستانلي. في 1 يونيو 2018، وُسّعت الرسوم الجمركية لتشملَ دول الاتحاد الأوربي، وكندا، والمكسيك. على صعيد متصل، وضعت إدارة ترمب وزادت من الرسوم الجمركية على البضائع المستوردة من الصين، الأمر الذي أدى إلى حرب تجارية.
أثارت الرسوم الجمركية المفروضة غضب الشركاء التجاريين، الذين ردّوا بفرضِ رسومٍ جمركيّة ثأريّة على البضائع الأمريكية. في يونيو 2018، خطّطت الهند لتعويض العقوبات التجارية البالغة 241 مليون دولار على ما قيمته 1.2 مليار دولار من الصلب والألومنيوم الهندي، ولكن المحادثات أخّرت تطبيق هذه الخطة حتى يونيو 2019 إذ فرضت الهند رسومًا جمركية ثأريّة على ما قيمته 240 مليون دولار من المنتجات الأمريكية. فرضت كندا تعريفات جمركية ثأرية مثليّة في 1 يونيو 2018. كما فرضت الصين تعريفات جمركية ثأرية تبلغ 34 مليار دولار وهي نفس قيمة الرسوم الجمركية الأمريكية المفروضة عليها. عبّرت بعض البلدان الأخرى، أستراليا مثلًا، عن قلقها من عواقب الحرب التجارية بين الصين وأمريكا. في يوليو 2018، أعلنت إدارة ترمب أنها ستنفّذ برنامجًا اقتصاديًّا شبيهًا بفترة الكساد الكبير، شركة ائتمان السلع، لتدفع لمزارعيها مبالغ تصل إلى 12 مليار دولار. يهدف برنامج المساعدة الحكومية هذا إلى تعويض العجز بما أن المزارعين يفقدون أسواقهم الخارجية نظرًا للحرب التجارية والرسوم الجمركية الثأرية المفروضة عليهم في الاتحاد الأوروبي والدول الأخرى.
تميّزت الحرب التجارية بين الصين وأمريكا، والتي بدأها ترمب بفرض الرسوم الجمركية في 2018، تميّزت بمحادثات تجارية تنتهي دون اتفاقيات ورسومٍ جمركيّة متكررة ومتصاعدة تُفرض مِن الطرفين. أثر هذا النزاع التجاري بشكل سلبي على المصنّعين والمزارعين الأمريكيين، ونتيجةً لذلك خصصت إدارة ترمب مليارات الدولارات لبرامج المساعدة الزراعية.
نجحت المفاوضات بخصوص الرسوم الجمركية في أمريكا الشمالية، إذ رفعت الولايات المتحدة الأمريكية الرسوم الجمركية عن الصلب والألومنيوم من كندا والمكسيك في 20 مايو 2019، وانضمّتا إلى أستراليا والأرجنتين وهما الدولتين الوحيدتين اللتين لم تُفرض عليهما الرسوم الجمركية. على أي حال، في 30 مايو، أعلن ترمب من طرف واحد أنه سيفرض رسومًا جمركية بنسبة 5% على جميع الواردات من المكسيك ابتداءً مِن 10 يونيو، لترتفع الرسوم الجمركية إلى 10% بحلول 1 يوليو، و5% في كل شهرٍ لمدة 3 شهور، «حتى يحلّ الوقت الذي يتوقف فيه تدفّق اللاجئين غير الشرعيين من المكسيك إلى بلدنا»، مُضيفًا بذلك بند الهجرة غير الشرعية إلى شروط المفاوضات على الرسوم الجمركية بين الولايات المتحدة والمكسيك. اعتُبرت هذه الحركة كتهديد لاعتماد اتفاقية الولايات المتحدة-المكسيك-كندا، وهي الاتفاقية التي جاءت لتحلّ محلّ اتفاقية التجارة الحرة ل شمال أمريكا -نافتا. تم تلافي الرسوم الجمركية في 7 يونيو.
أظهر تحليلٌ أجرته شبكة سي إن بي سي الأمريكية في مايو 2019 أن الرسوم الجمركية التي فرضها ترمب كانت مساويةً لأكبر زيادات الضرائب في الولايات المتحدة لعدة عقود. كما وجدت دراسات أن رسوم ترمب الجمركية سبّبت في تقليل الدخل الحقيقي في الولايات المتحدة الأمريكية، وتركت أثرًا سلبيًّا على الناتج المحلي الإجمالي في الولايات المتحدة الأمريكية.

## الخلفية
تبنّى ترمب أراءه المتعلقة بالأزمات التجارية في ثمانينات القرن العشرين، وذكر أن اليابان وغيرها من الدول كانت تستغل الولايات المتحدة. خلال حملته الانتخابية في العام 2016، عبّر ترمب بشكل متكرر عن تفضيله لمقترحات السياسة التي تُعيد التفاوض على الاتفاقيات التجارية لصالح الولايات المتحدة. خلال اجتماع مع هيئة تحرير النيويورك تايمز في يناير 2016، قال ترمب بأنه سيفرض رسومًا على الواردات الصينية إلى الولايات المتحدة بنسبة 45%. كما انتقد ترمب مرارًا اتفاقية التجارة الحرة لشمال أمريكا وسمّاها «أسوأ صفقة تجارية وقعت عليها الولايات المتحدة». ووصف الشراكة العابرة للمحيط الأطلسي بأنها «ضربة قاضية للصناعة الأمريكية» وقال بأنها «تمنح الأولوية لمصالح الدول الأجنبية على حساب مصالحنا الخاصة».

### السياسة
في 21 نوفمبر 2016، طرح ترمب في رسالة فيديو إستراتيجية اقتصادية «تضع أمريكا أولًا»، وذكر بأنه سيعيد التفاوض على «اتفاقيات تجارية منصفة وثنائية ستخلق فرص عمل وصناعة أكبر على أرض أمريكا». في 23 يناير 2017، وبعد 3 أيام من تنصيبه رئيسًا، سحب ترمب الولايات المتحدة الأمريكية من الشراكة العابرة للمحيط الأطلسي، لاعتقاده أن تلك الاتفاقية «تقوّض» الاقتصاد والسيادة الأمريكية.
عبّر ترمب كذلك عن رغبته في إنهاء اتفاقية التجارة الحرة لشمال أمريكا مع كندا والمكسيك. أعادت إدارته التفاوض على بنود الاتفاقية. هدد ترمب بأنه سينسحب من الاتفاقية في حال لم تنجح المفاوضات. انتقد ترمب بشكل محدد شركة فورد موتور، وشركة كارير، ومجموعة موندليز الدولية بسبب إجرائها عملياتها الصناعية في المكسيك. في أغسطس 2015، وردًا على إعلان منتِج بسكويت أوريو، مجموعة موندليز الدولية، نقل صناعتها إلى المكسيك، قال ترمب بأنه سيقاطع بسكويت أوريو. تزيد الاتفاقية الجديدة من نسبة الأجزاء والتصنيع التي يجب أن تُنجز في أمريكا الشمالية للسيارات المحلية، وتحدد نسبة الأجر الأدنى لبعض العاملين على قطع السيارات، وتوسّع أسواق منتجات مشتقات الألبان الأمريكية في كندا.
على غرار هذا الموقف من اتفاقيات التجارة، وضمن بنود «العهد مع الناخب الأمريكي»، تعّهد ترمب بفرض رسوم جمركية لتثبيط الشركات من فصل العمال أو الانتقال إلى بلدان أخرى، عبر «قانون حظر الانتقال الخارجي». لم يُقدم مشروع قانون مثل هذا للكونجرس ليُناقش، ولكن ترمب فرض رسومًا جمركية على اللوحات الضوئية الجهدية، والغسالات، والصُلب، والألومنيوم. يقع تنفيذ هذه الرسومات الجمركية بشكل رئيسي ضمن مجال صلاحيات وزارة التجارة ومكتب الممثل التجاري للولايات المتحدة.
تعهد ترمب مرارًا وتكرارًا بخفض عجز الميزان التجاري في أمريكا، ونادى بإعادة التفاوض على بنود الاتفاقيات التجارية وفرض الرسوم الجمركية في سبيل تحقيق ذلك. رغم هذه الجهود، استمرّ العجز التجاري بالارتفاع خلال العام 2018.
في نوفمبر 2018، زعم ترمب أن الرسوم الجمركية التي فرضها قد أغنت الولايات المتحدة. وقال بأن الولايات المتحدة كانت تكسب «مليارات الدولارات» من «الرسوم الجمركية المفروضة على الصين». وأضاف بأنه «في حال لم ترغب الشركات بدفع الرسوم الجمركية، فعليها أن تبني مقراتها في الولايات المتحدة. وإلا، فلنستمرّ في إغناء بلدنا بدرجة لم تبلغها سابقًا!» يصف متقصّو الحقائق وخبراء الاقتصاد مزاعم ترمب بأنها باطلة، وكتبت الأسوشيتد برس «ثمة شبه إجماع بين الاقتصاديين أن الرئيس على خطأ. وهذا لأن الرسوم الجمركية إنما هي ضرائب على الواردات. وهي تسبب ارتفاعًا في الأسعار، وانخفاضًا في التبادل التجاري بين الدول، ونتيجةً لذلك تسبب الضرر للنموّ الاقتصادي ككلّ». 4 مارس 2025 - أعلنت الصين، الثلاثاء، فرض رسوم جمركية إضافية تصل إلى 15% على بعض السلع الأميركية، فيما أدرجت 10 شركات على قائمة "الكيانات غير الموثوقة"، وذلك بعد أن دخلت رسوم جمركية أميركية إضافية بنسبة 10% على السلع الصينية حيز التنفيذ منتصف ليل الاثنين الثلاثاء، حسبما أفادت شبكة NBC News.